# Siphonosoma funafuti
Siphonosoma funafuti är en stjärnmaskart som först beskrevs av Arthur Everett Shipley 1898.  Siphonosoma funafuti ingår i släktet Siphonosoma och familjen Sipunculidae. Inga underarter finns listade i Catalogue of Life.